# La técnica al servicio de la patria (mural)
La obra La técnica al servicio de la patria es un mural realizado por José Luis Elías Jáuregui en 1996 en las instalaciones de la estación Politécnico de la línea 5 del Metro de la Ciudad de México. El título es el lema del Instituto Politécnico Nacional, una institución de educación superior en México.

## Historia
Durante la celebración del sexagésimo aniversario del Instituto Politécnico Nacional se propuso a manera de homenaje la elaboración de un mural que describiera la actividad del instituto.

## Descripción
Pintado con técnica de acrílico por José Luis Elías Jáuregui sobre una superficie de 52 metros cuadrados en cuatro bloques.